# Močidle
Močidle (nemško Matschiedl) je naselje občine Štefan na Zilji v okraju Šmohor na Koroškem v Avstriji.